# Печерний храм (Стінка, Бучацький район)
Ранньохристиянський печерний храм біля села Стінка (Бучацький район) на Тернопільщині відноситься до XII—XIII вв. Природна печера карстового походження розташована на лівому березі Дністра на висоті 15 м. На другому ярусі в травертиновій скелі вирубано штучне приміщення розмірами приблизно 8×9 м. У центрі східної стіни є вівтар з солярним знаком у вигляді свастики. На стінах зображені хрести, а також інші християнські і язичницькі знаки. Ймовірно, храм існував ще в язичницькі часи, а з приходом християнства став печерним монастирем.